# Georg Wilhelm Stein der Ältere

Georg Wilhelm Stein der Ältere

Georg Wilhelm Stein, in Unterscheidung zu seinem gleichnamigen Neffen gleichen Berufs der Ältere genannt, (* 3. April 1737 in Kassel; † 24. September 1803 in Marburg) war ein deutscher Arzt, Geburtshelfer, Chirurg, Hofmedikus, Hochschullehrer und aktiver Freimaurer.

## Beruflicher Lebensweg
Georg Wilhelm Stein studiert ab 1756 Medizin in Göttingen. Nach der Promotion zum Dr. med. an der Universität Göttingen im Jahr 1760 wurde Stein 1761 Arzt in Kassel. 1763 wurde er als außerordentlicher Professor an das Collegium Carolinum in Kassel berufen und es wurde ihm die Leitung des Accouchier- und Findelhauses übertragen. Zugleich war er seit 1766 Hofmedikus. 1782 erhielt er das Prädikat Hofrat. 1789 wurde er als zweiter ordentlicher Professor für Chirurgie und Entbindungskunst an die Universität Marburg versetzt, war aber erst ab 1791 dort tätig. In Kassel blieb er Mitglied des Collegium medicum, dessen Direktor er ab 1791 war.
Stein stand in Marburg als Direktor der Entbindungsanstalt vor. Zu seinen Schülern gehörte der spätere Würzburger Professor für Geburtshilfe Adam Elias von Siebold, wenn auch nur für kurze Zeit. Seine wissenschaftliche Bedeutung als Geburtshelfer ließ ihn weit über Hessen hinaus bekannt werden. 1793 erhielt das Prädikat Oberhofrat.

## Freimaurerei
Stein ist am 20. Februar 1773 in die Kasseler Freimaurerloge Zum gekrönten Löwen aufgenommen worden; 1781 hat er sich der Loge Friedrich von der Freundschaft in Kassel angeschlossen, deren Meister vom Stuhl er viele Jahre war, so auch im Jahr 1793, als die Freimaurerei vom Landgrafen in Hessen verboten wurde. Er erfuhr von diesem Verbot in Marburg. Dessen ungeachtet blieb er dem Bund bis zu seinem Tode treu. So setzte er beispielsweise im Jahr 1802 als Bevollmächtigter der Großloge Royal York zur Freundschaft in Frankfurt am Main die Loge Socrates zur Standhaftigkeit ein.